# アンリ・オネゲル
アンリ・シャルル・オネゲル（Henri Charles Honegger, 1904年6月10日 - 1992年8月4日）は、スイスのチェロ奏者。
ジュネーヴの生まれ。ライプツィヒ音楽院でユリウス・クレンゲルの薫陶を受け、パリでディラン・アレクサニアンやパブロ・カザルスの指導も受けた。アドルフ・ブッシュの主宰するブッシュ室内管弦楽団に参加したり、エルネスト・アンセルメの創設したスイス・ロマンド管弦楽団の首席チェロ奏者を務めたりする傍らで、フランク・マルタンらと交流を深め、彼のピアノ伴奏でリサイタルを開くなどした。1940年にはボフスラフ・マルティヌーからチェロのためのソナタ・ダ・カメラを献呈されている。1950年からパテやヴァロワなどのレーベルに録音を行い、妻クレールをピアノ伴奏に立ててヨーロッパ各地でリサイタルを開いた。
スイスのコンシュにて死去。